# Ронівалдо
Ронівалдо Бернардо Салес (порт. Ronivaldo Bernardo Sales; нар. 24 березня 1989, Орос, Бразилія) — бразильський футболіст, нападник австрійського клубу «Блау-Вайс» (Лінц).

## Клубна кар'єра
Народився 24 березня 1989 року в місті Орос. Вихованець футбольних шкіл команд «Наутіко Капібарібе» та «Палмейрас».
Дорослу футбольну кар'єру розпочав 2010 року виступами за команду «Арапонгас». Надалі виступав за маловідомі бразильські клуби «Таубате» та «Осаско».
У 2012 році Ронівалдо переїхав до Європи, де в Австрії підписав контракт з клубом «Капфенберг». 29 жовтня 2014 року, Ронівалдо оформив хет-трик у переможному матчі 8–3 над ЛАСКом. 12 вересня 2017 року нападник оформив другий хет-трик у матчі проти «Флорідсдорфера».
Влітку 2015 року Ронівалдо перейшов до клубу «Аустрія» (Відень). Зголом три сезони відіграв за клуб «Аустрія» (Лустенау).
10 липня 2020 року підписав контракт з командою «Ваккер» (Інсбрук).
30 травня 2022 року, Ронівалдо приєднався до «Блау-Вайс» (Лінц) підписавши дворічний контракт.
У січні 2025 року Ронівалдо підписав контракт із клубом ще на два роки.

## Особисте життя
У лютому 2024 року Ронівалдо отримав австрійське громадянство після одинадцяти років кар'єри в Австрії.

## Титули і досягнення
«Блау-Вайс» (Лінц)
- Друга ліга Австрії з футболу (1): 2022–23

Індивідуальні
- «Аустрія» (Лустенау) гравець сезону (2): 2018–19, 2019–20
- Найкращий бомбардир Другої ліги Австрії (3): 2018–19, 2019–20, 2022–23
- Кубок Австрії найкращий бомбардир сезону (1): 2019–20
- Найкращий бомбардир чемпіонату Австрії (1): 2024–25